# Routhierville
Pour les articles homonymes, voir Routhier et Assemetquagan.
Routhierville (anciennement Assemetquagan) est un territoire non organisé situé dans la municipalité régionale de comté de La Matapédia, dans la région administrative du Bas-Saint-Laurent, au Québec.

## Toponymie
Autrefois, le toponyme de cet endroit était Assemetquagan. Ce mot micmac signifie « qui apparait dans un détour » et est emprunté à la rivière Assemetquagan. Le toponyme Routhierville est en l'honneur d'un chef de gare de Routhierville nommé Alphonse Routhier.

## Géographie
Routhierville est située sur le versant sud du fleuve Saint-Laurent à 460 km au nord-est de Québec et à 360 km à l'ouest de Gaspé. Les villes importantes près de Routhierville sont Rimouski à 140 km et Mont-Joli à 110 km au nord-ouest ainsi que Matane à 105 km et Amqui à 45 km au nord. Routhierville est située sur la route 132 qui fait le tour de la Gaspésie entre Sainte-Florence et Matapédia. Le territoire de Routhierville fait partie des cantons de Milnikek et de Assemetquagan.
Routhierville fait partie de la région touristique de la Gaspésie dans la sous-région touristique de la vallée de la Matapédia.
Le territoire non organisé de Routhierville est composé de deux hameaux : celui de Routhierville à proprement parler et celui de Milnikek.

### Hydrographie
Les habitations de Routhierville sont situés sur la rive gauche de la rivière Matapédia qui traverse son territoire du nord au sud. La rivière Assemetquagan se jette dans la rivière Matapédia dans le sud.
La rivière Milnikek traverse le nord-ouest vers le sud-est jusqu'à sa confluence avec la rivière Matapédia.
La rivière du Moulin traverse le sud-ouest vers l'est.
À partir du lac du Dix Milles, dans le sud-est, la rivière Kempt Ouest coule vers le sud-est.

## Démographie
La population de Routhierville était de 15 habitants en 2011 et de 5 en 2006. Cela correspond à une croissance démographique de 200 % en cinq ans. Dans les années 1920, Routhierville comprenait une cinquantaine d'habitants.
Il y a en tout huit logements privés à Routhierville. Cependant, seulement quatre sont occupés par des résidents permanents.
| 2001 | 2006 | 2011 | 2016 | 2021 |
| ---- | ---- | ---- | ---- | ---- |
| 25   | 5    | 15   | 18   | 20   |

## Histoire
Au temps de la colonisation, la vie des gens s'organisait autour de la gare qui a été construite en 1878 et de la pêche au saumon de l'Atlantique. La construction du pont couvert de Routhierville mesurant 78,6 m est terminée en 1931.

## Personnalité connue

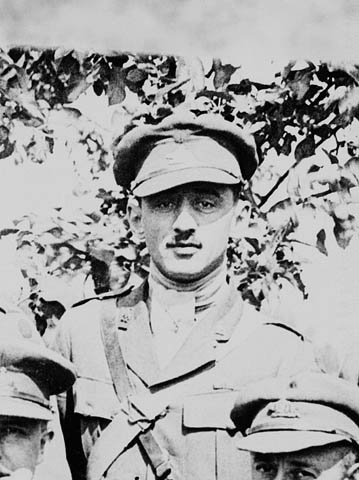
Jean Brillant, récipiendaire de la croix de Victoria natif de Routhierville

Le lieutenant Jean Brillant (1890 - 1918), récipiendaire de la croix de Victoria qui est la plus haute distinction du Commonwealth, est né à Routhierville.

## Patrimoine
Le pont couvert de Routhierville construit en 1931 est l'un des plus anciens de la région. Le bâtiment de la gare construit en 1878 est patrimonial.

## Tourisme
Le pont couvert est une attraction touristique importante pour Routhierville. La pêche au saumon de l'Atlantique sur la rivière Matapédia attire beaucoup de gens.

## Représentations politiques
Québec : Routhierville fait partie de la circonscription provinciale de Matapédia. Lors de l'élection générale québécoise de 2008, la députée sortante Danielle Doyer, du Parti québécois, a été réélue pour représenter la population de Routhierville à l'Assemblée nationale.
 Canada : Routhierville fait partie de la circonscription fédérale de Haute-Gaspésie—La Mitis—Matane—Matapédia. Lors de l'élection fédérale canadienne de 2008, le député sortant Jean-Yves Roy, du Bloc québécois, a été réélu pour représenter la population de Routhierville à la Chambre des communes.